# 美洲貂
美洲貂（學名：Martes americana）是北美洲的一種貂屬物種，體長0.5—0.7公尺，尾長13.5—16公分，成體重0.5—1.4公斤。本種的分布範圍北至阿拉斯加與加拿大的極地氣候區，南至美國紐約州，在針葉林、落葉林與混合林中均有分布，其中有些地區的族群被消滅後又被重新引入，賓州、伊利諾州、馬里蘭州、麻州、俄亥俄州與西維吉尼亞州等地的本種族群可能已完全消失。
美洲貂過去與分布於北美西部的太平洋貂為同物異名，現已基於分子證據被分為獨立物種；更新世晚期、全新世早期的一化石物種Martes nobilis可能也是本種的異名。現本種之下包括7個亞種，但彼此無明顯外表差異。
哥倫比亞山脈與阿拉斯加的庫普列亞諾夫島和庫尤島等地為美洲貂與太平洋貂的自然雜交區，此外有許多地區人為引入的美洲貂和原生的太平洋貂雜交，已發生基因滲入，對太平洋貂的族群造成威脅。